# Bandeira da Grã-Bretanha
A Bandeira da Grã-Bretanha era o estandarte real do Reino Unido da Grã-Bretanha, também conhecida como as Cores do Rei, a Grande Bandeira da União ou Bandeira da União. O projeto data do início do século XVII, quando o rei Jaime VI & I ordenou que fosse usada em todos os navios ingleses e escoceses, sendo subsequentemente adotada oficialmente como a bandeira nacional depois do Tratado de União de 1707, ganhando o status de a "bandeira armorial do Reino da Grã-Bretanha", o recém criado estado. Também foi adotado pelas forças terrestres, apesar do azul usado em terra ser mais semelhante com o azul da Bandeira da Escócia.
A bandeira consiste na cruz vermelha de São Jorge, santo patrono da Inglaterra, sobreposta com o sautor branco de Santo André, patrono da Escócia. Suas proporções eram de 1:2.
O uso da bandeira chegou ao fim em 1801 com a criação do Reino Unido da Grã-Bretanha e Irlanda. Na época, a Bandeira de São Patrício foi adicionada à da Grã-Bretanha para formar a atual Bandeira do Reino Unido.

## Criação
Por Ordem do Conselho do rei Jaime VI da Escócia e I de Inglaterra em 1606:
| “ | Pelo Rei: Considerando que, algumas diferenças vos surgido entre nossos súditos do Sul e do Norte da Bretanha viajando pelos Mares, sobre o porte de suas Bandeiras: Para o evitar de todas as alegações doravante. Nós, com o assessoramento do nosso Conselho, ordenamos: Que a partir de agora todos nossos Súditos desta Ilha da Grã-Bretanha, e todos os nossos membros do mesmo, devem ostentar em seu mastro principal a Cruz Vermelha, comumente chamada de Cruz de São Jorge, e a Cruz Branca, comumente chamada de Cruz de Santo André; juntadas de acordo com a forma feita por nossos arautos, e enviadas a Nós para nosso Almirante a ser publicada a nossos Súditos: e em seus mastros dianteiros nossos Súditos do Sul da Bretanha devem ostentar a Cruz Vermelha somente como tinham o costume, e nosso Súditos do Norte da Bretanha em seus mastros dianteiros a Cruz Branca apenas como estavam acostumados. | ” |

Jaime tinha o hábito de se referir ao "Reino da Grã-Bretanha", considerando que ele havia sido criado pela União das Coroas em 1603. Entretanto, apesar da união pessoal que o rei representava, na prática a Inglaterra e a Escócia permaneceram reinos separados, cada um com seus próprios parlamentos e leis, por mais um século. O reino da Grã-Bretanha foi finalmente formado em 1707.
A bandeira do novo reino foi escolhida em 17 de abril de 1707, duas semanas antes do Tratado de União de 1707 entrar em vigor. Sir Henry St George, Rei de Armas da Jarreteira, apresentou vários possíveis projetos para a rainha Ana e ao Conselho Privado. A principal alternativa para consideração era uma versão em que a Cruz de Santo André ficava no topo da de São Jorge, chamada de "Bandeira da união escocesa dita para ser usada pelos escoceses", porém ela foi rejeitada pela rainha e o conselho.

## Variantes

Bandeira usada na Escócia ocasionalmente entre 1606 e 1707
Bandeira usada em navios civis
Bandeira usada por navios da Marinha Real Britânica
Bandeira usada pelo Estado